# Sacré-Cœur (Québec)
Pour les articles homonymes, voir Sacré-Cœur (homonymie).
Sacré-Cœur est une municipalité du Québec, située dans la municipalité régionale de comté de La Haute-Côte-Nord et dans la région administrative de la Côte-Nord. Son nom fait référence au Sacré-Cœur.

## Histoire

### Chronologie
- 2 janvier 1937 : Élection de la municipalité de Sacré-Cœur-de-Jésus, Village.
- 30 juin 1973 : Fusion de la paroisse de Sacré-Cœur-de-Jésus et de la municipalité de Sacré-Cœur-de-Jésus, Village et création de la municipalité de Sacré-Cœur.

## Géographie
La municipalité, d’une superficie de 340 kilomètres carrés, est érigé sur un plateau agricole surnommé à l’origine « Grand Brûlé ».
Plusieurs pourvoiries et zones d'exploitation contrôlée (ZEC) sont sur son territoire :
- Zec Chauvin ;
- Zec de la Rivière-Sainte-Marguerite ;
- Pourvoirie Lac des Baies ;
- Pourvoirie Les Grands-Duc.

## Démographie

### Population
| 1991  | 1996  | 2001  | 2006  | 2011  | 2016  | 2021  |
| ----- | ----- | ----- | ----- | ----- | ----- | ----- |
| 1 992 | 2 081 | 2 053 | 2 024 | 1 881 | 1 803 | 1 684 |

### Langues
En 2011, sur une population de 1 880 habitants, Sacré-Cœur comptait 100 % de francophones.

## Représentations fédérale et provinciale
Sacré-Cœur fait partie de la circonscription électorale de Manicouagan au Parlement du Canada et de la circonscription de René-Lévesque à l'Assemblée nationale du Québec.

## Administration
Les élections municipales se font en bloc pour le maire et les six (6) conseillers.
| Sacré-Cœur Maires depuis 2005                                                                                        |                   |         |          |
| Élection | Maire             | Qualité | Résultat |
| 2005 | Gilles Pineault   |         | Voir     |
| 2009 | Gilles Pineault   | Voir    |          |
| 2013 | Marjolaine Gagnon |         | Voir     |
| 2017 | Lise Boulianne    |         | Voir     |
| 2021 | Lise Boulianne    | Voir    |          |
| Élection partielle en italique Depuis 2005, les élections sont simultanées dans toutes les municipalités québécoises |                   |         |          |

## Économie
L’agriculture et la foresterie sont la base de son économie mais le tourisme prend une certaine place car il s'agit d'un havre naturel sur les routes touristiques du Fjord et des Baleines. La baie Sainte-Marguerite, avec son centre d’interprétation, est un site pour faire l’observation terrestre du béluga, en compagnie des naturalistes du parc national du Fjord-du-Saguenay. Une randonnée dans le sentier du fjord permet de découvrir l’aspect historique et naturel de ce milieu.
La forêt constitue encore aujourd’hui la principale activité économique. Le complexe de sciage Boisaco, l’usine de panneaux Sacopan, l'usine d’ensachage de rabotures Ripco, et l'usine de granules de conifères consacrées à la deuxième transformation du bois, forment son secteur industriel. Cette base économique est de plus en plus complétée par l’activité touristique avec le secteur de l'Anse-de-Roche qui est une fenêtre sur le Fjord du Saguenay. On y retrouve de l'hébergement, des restaurants, des visites des animaux sauvages et domestiques de la ferme, du kayak de mer. Les touristes peuvent y faire différentes activités de randonnée pédestre, en quad, en traîneau à chien, ski de fond, raquette à neige, motoneige, etc.

## Lieux et monuments

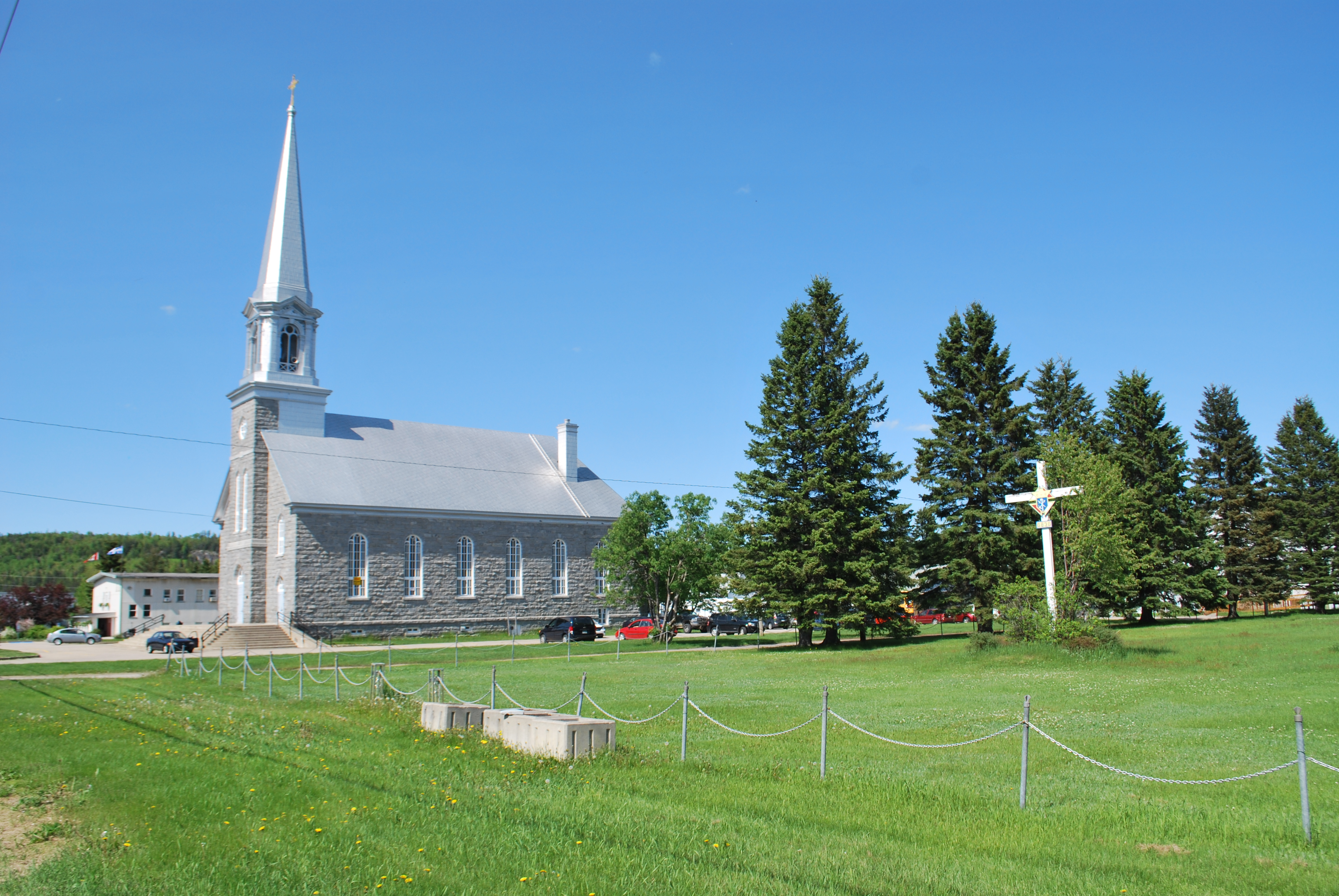
Site du patrimoine[9].
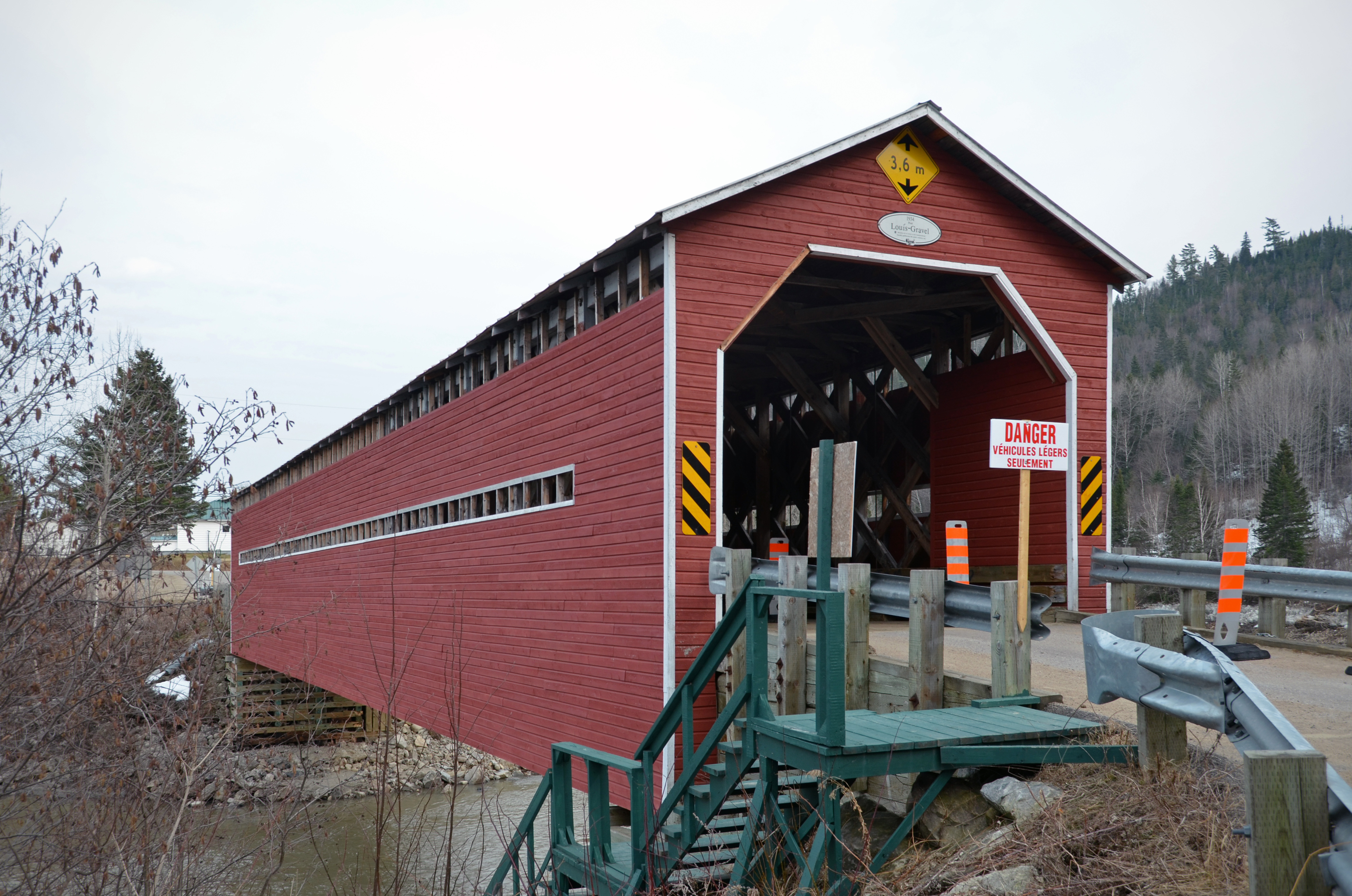
Pont couvert Louis-Gravel[10].
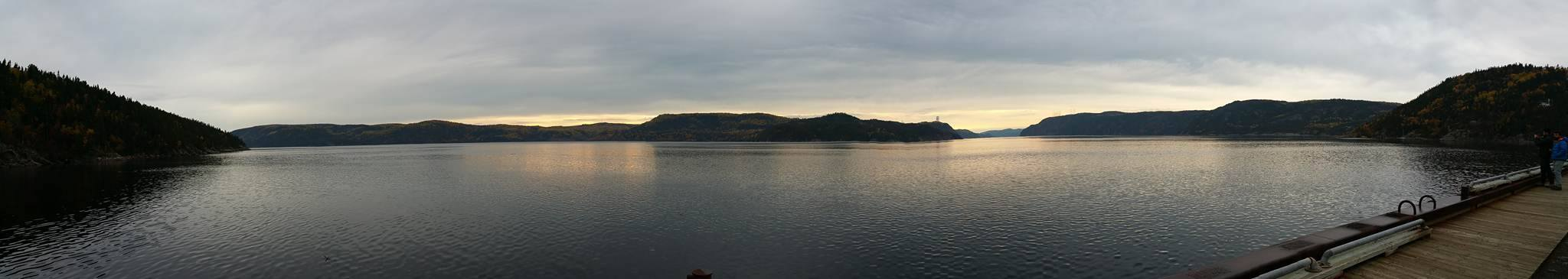
Vue du Fjord-du-Saguenay, vue du quai de l'Anse de Roche (Sacré-Cœur).

## Jumelage
- Meyrueis (France)